# AG-40附加型榴彈發射器
AG-40（羅馬尼亞語：Aruncător de grenade 40 mm；意為：40毫米榴弹发射器）是一款由羅馬尼亞為配合其本土生產的AK-74（又稱：PA md. 86）而研製和生產的單發下掛式榴弹发射器，發射40×47毫米口徑PG-41榴彈。

## 研發歷史
AG-40是用以下掛於卡拉什尼科夫樣式步槍的下護木的榴弹发射器。AG-40目前下掛於在羅馬尼亞現役的PA md. 86突击步槍。它取代了舊式GP-25蘇聯型號榴彈發射器。
操作方式與M203很像：把槍管向前推開裝以後，壓下左側方的扳機以擊發榴彈。

## 技術數據
由Romarm SA生產的AG-40具有以下技術規格：
| 型號     | AG-40P                              | AG-40PN                             | AL-38                    |
| -------- | ----------------------------------- | ----------------------------------- | ------------------------ |
| 口徑     | 40毫米                              | 40毫米                              | 38毫米                   |
| 榴彈     | 40×47毫米                           | 40×46毫米                           | —                        |
| 操作     | 單發                                | 單發                                | 單發                     |
| 供彈方式 | 後膛裝填、槍管滑動式                | 後膛裝填、槍管滑動式                | 後膛裝填                 |
| 瞄準具   | 柱狀準星、覘孔式照門 從50—450米校準 | 柱狀準星、覘孔式照門 從50—450米校準 | 柱狀準星、Ｕ型缺口式照門 |
| 槍口初速 | 80米／秒（262.47英尺／秒）          | 74米／秒（242.78英尺／秒）          | —                        |
| 最小射程 | 50米                                | 50米                                | —                        |
| 槍管     | 膛線16條 纏距1：1,200米             | 膛線6條 纏距1：1,200米              | 線條                     |
| 武器長度 | 400毫米（15.75英吋）                | 400毫米（15.75英吋）                | 700毫米（27.56英吋）     |
| 槍管長度 | 300毫米（11.81英吋）                | 300毫米（11.81英吋）                | 350毫米（13.78英吋）     |
| 瞄準基線 | 125毫米（4.92英吋）                 | 125毫米（4.92英吋）                 | 320毫米（12.60英吋）     |
| 重量     | 1.300千克（2.87磅）                 | 1.300千克（2.87磅）                 | 2.400千克（5.29磅）      |

## 使用國
- 羅馬尼亞
  - 羅馬尼亞武裝部隊：裝備步兵、山地獵人和戰鬥蛙人。
- ：採用本土生產型。[2]

## 衍生型
- AG-40P：基本型號（40×47毫米PG-41榴彈）
- AG-40PN：發射40×46毫米北約口徑低速榴彈。[3]
- AL-38：防暴彈發射器版本（38毫米口徑）

## 圖集

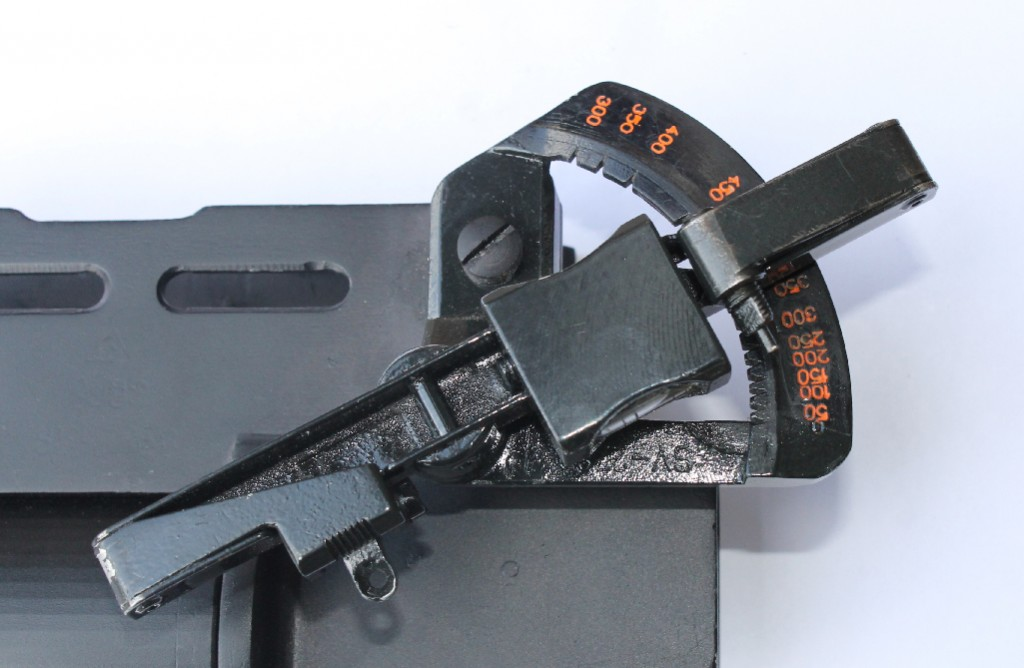
象限測距瞄準具
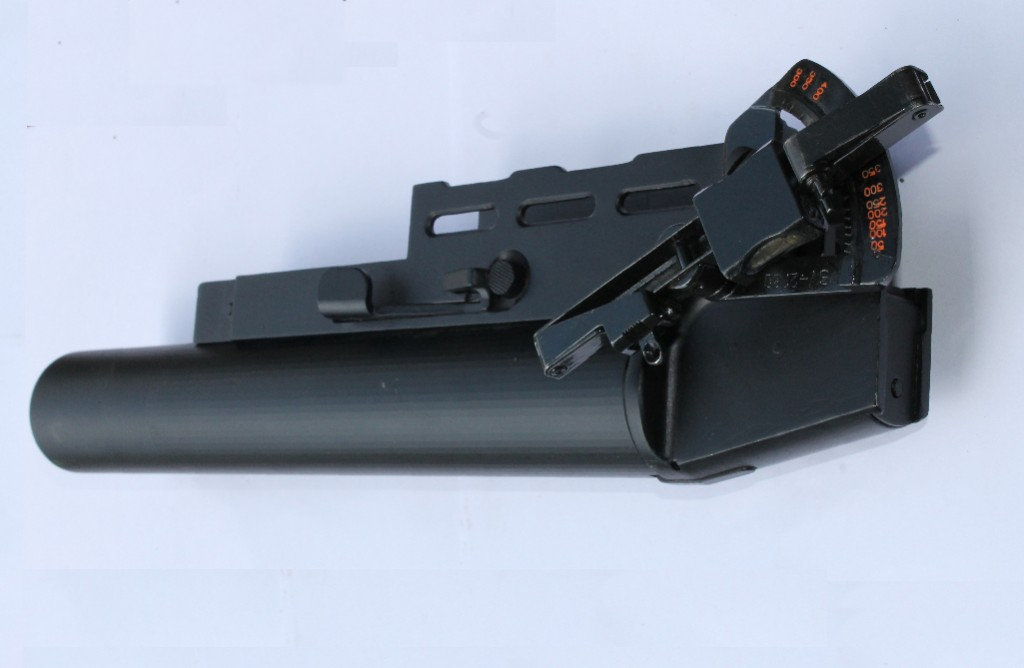
左側
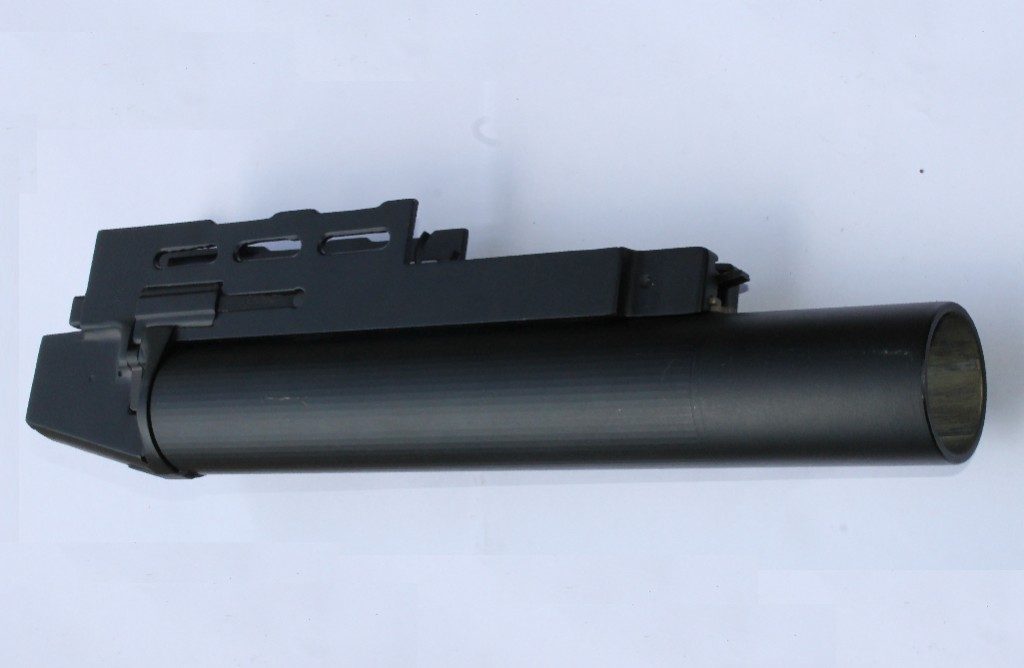
右側
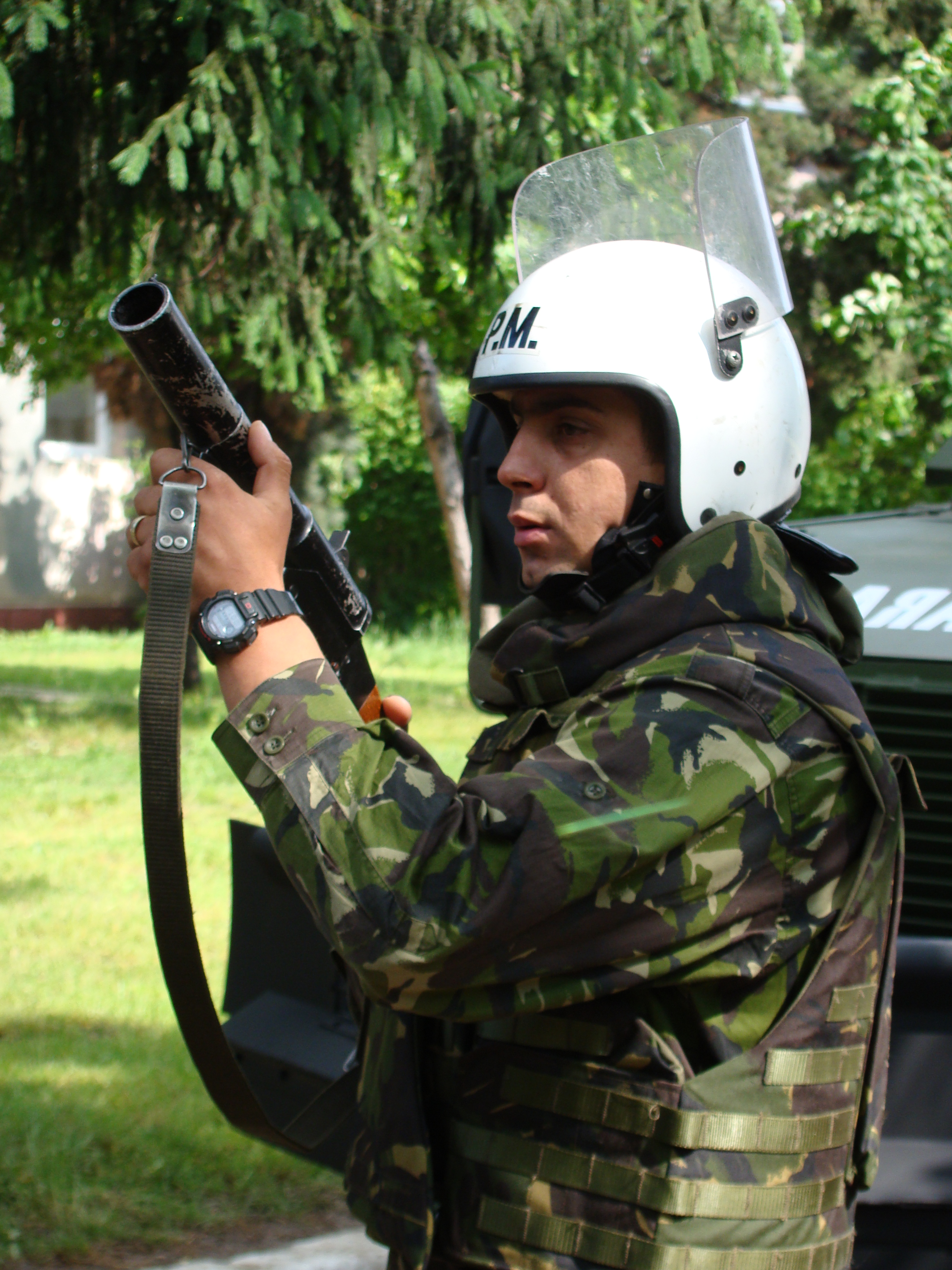
羅馬尼亞軍警使用AL-38榴彈發射器。
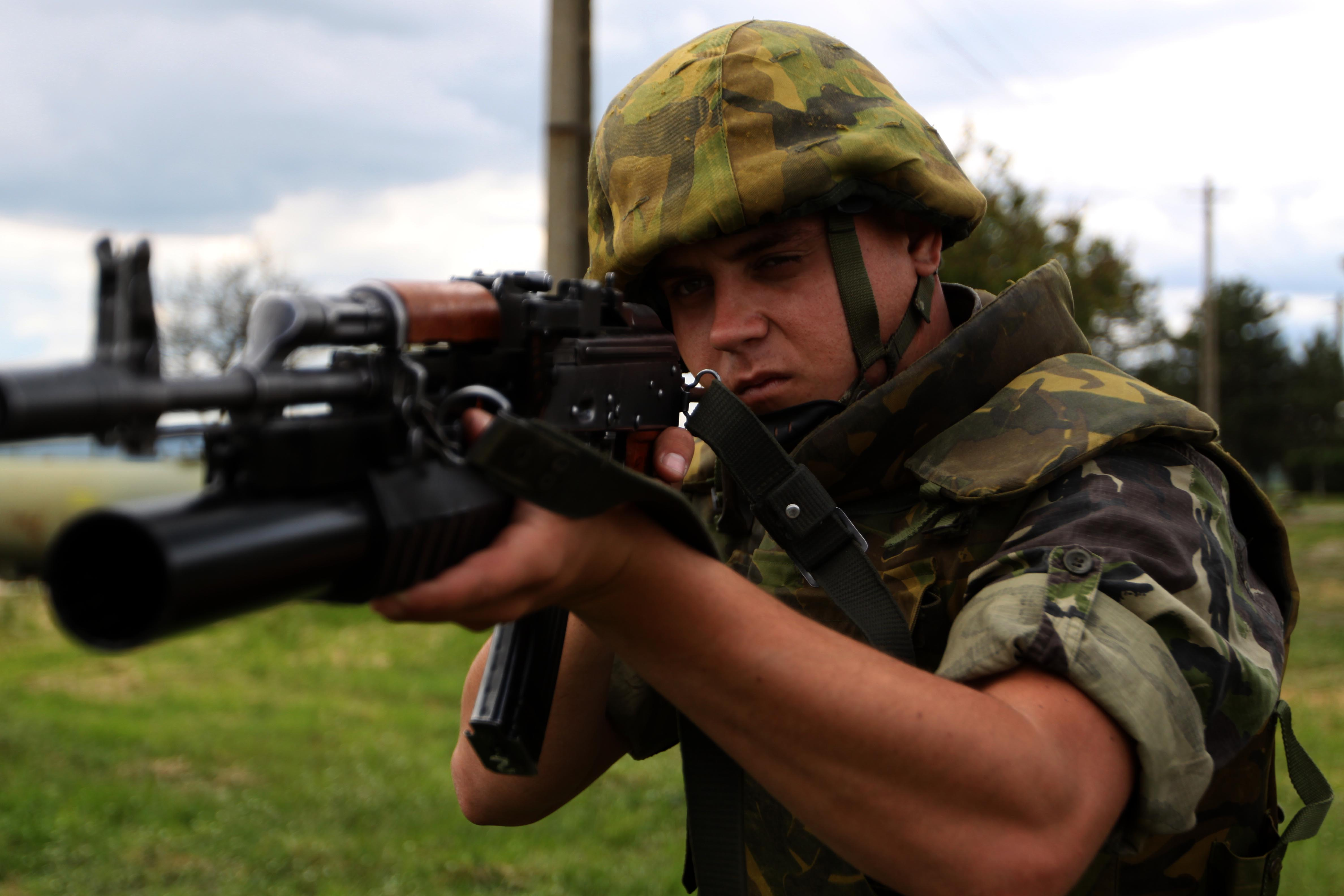
使用AG-40的美国海军陆战队士兵。

## 資料來源
1. ↑  .   [2017-11-28]. （原始内容存档于2011-02-06）.
2. ↑  .   [6 June 2013]. （原始内容存档于2014-01-07）.
3. ↑  .   [2017-11-28]. （原始内容存档于2009-05-03）.